# 1988年ソウルオリンピックのフランス選手団
1988年ソウルオリンピックのフランス選手団（1988ねんソウルオリンピックのフランスせんしゅだん）は、1988年9月17日から10月2日にかけて韓国のソウルで開催された1988年ソウルオリンピックのフランス選手団、およびその競技結果。

## 概要
今大会は金メダル6個、銀メダル4個、銅メダル6個の合計16個のメダルを獲得した。

## メダル
| メダル | 選手名                                                                            | 競技 | 種目             |
| ------ | --------------------------------------------------------------------------------- | ---- | ---------------- |
| 金     | マルク・アレクサンドル                                                            | 柔道 | 男子71kg以下級   |
| 銅     | ブルーノ・マリーローズ ダニエル・サングーマ ジル・ケネールブ マクシ・モリニエール | 陸上 | 男子4×100mリレー |
| 銅     | ステファン・キャロン                                                              | 競泳 | 男子100m自由形   |
| 銅     | カトリーヌ・プレビンスキー                                                        | 競泳 | 女子100m自由形   |
| 銅     | ブルーノ・カラベッタ                                                              | 柔道 | 男子65kg以下級   |